# Ђорђе Ђурић (фудбалер)
Ђорђе Ђурић (Београд, 10. августа 1991) српски је фудбалер који тренутно наступа за Графичар.

## Трофеји и награде
Рудар Пљевља
- Прва лига Црне Горе: 2014/15.[9]
- Куп Црне Горе: 2015/16.[10]

Војводина
- Куп Србије : 2019/20.[11]